# Histoire des îles Mariannes du Nord
 (janvier 2014).
Si vous disposez d'ouvrages ou d'articles de référence ou si vous connaissez des sites web de qualité traitant du thème abordé ici, merci de compléter l'article en donnant les références utiles à sa vérifiabilité et en les liant à la section « Notes et références ».
L'histoire des Îles Mariannes du Nord est très proche de celle de Guam.

## Premiers peuplements
Il y a 5000 ans (3000 av. J.-C.), des habitants du littoral de la Chine du Sud, cultivateurs de millet et de riz, commencent à traverser le détroit pour s'installer à Taïwan. Vers 2000 av. J.-C., des migrations ont lieu de Taïwan vers les Philippines. De nouvelles migrations commencent bientôt des Philippines vers Sulawesi et Timor et de là, les autres îles de l'archipel indonésien. Vers 1500 av. J.-C., un autre mouvement mène des Philippines en Nouvelle-Guinée et au-delà, les îles du Pacifique. Les Austronésiens sont sans doute les premiers navigateurs de l'histoire de l'humanité.

## Ère historique

### Magellan et la colonisation espagnole
Le premier Européen à avoir abordé ces îles fut Ferdinand Magellan en 1521, qui visita Guam et réclama ces terres pour l’Espagne. Mécontent des habitudes des habitants sur ses navires, il les baptisa, d'après Antonio Pigafetta, « las islas de los Ladrones » (les îles des Voleurs), mais en 1688, leur nom devint « las Marianas », d’après Marianne d’Autriche, veuve de Philippe IV d’Espagne. Presque tous les autochtones disparurent pendant l’occupation espagnole mais des insulaires des îles voisines repeuplèrent en partie les îles.

### D'un maître à l'autre: des îles à l'histoire trouble
Vendues à l'Empire allemand en 1899, elles furent occupées par l'empire du Japon dès 1914 qui les transformèrent en camps militaires.
Durant la Seconde Guerre mondiale, les Marines américains y débarquèrent le 15 juin 1944 et remportèrent la bataille de Saipan. Les bombardiers transportant les bombes atomiques à destination de Hiroshima et Nagasaki partirent de Tinian. L’archipel fut administré par les États-Unis comme une partie du territoire sous tutelle des îles du Pacifique, statut accordé par les Nations unies, avec la défense et les affaires étrangères sous le contrôle américain.

### De l’inexistence à la protection choisie
Le peuple des Mariannes décida de rechercher l'indépendance mais de se rapprocher davantage de la puissance tutélaire. Un accord établissant un Commonwealth fut approuvé en 1975. La constitution et le nouveau gouvernement entrèrent en vigueur en 1978. Le 23 septembre 2004, le membre du Congrès Richard Pombo (Californie) émit la proposition « H. R. 5135 - the Northern Mariana Islands Delegate Act ». Si cette proposition devenait loi (réintroduite le 18 février 2005 sous un nouveau n° H.R.[Quoi ?] 873), elle permettrait aux Mariannes du Nord d'élire un délégué sans droit de vote au congrès américain, à compter des élections de 2006.